# Kai Bardal
Kai Charoen Bardal (Bangkok, 26 marzo 1982) è un allenatore di calcio a 5 e allenatore di calcio norvegese.

## Biografia
Nato a Bangkok, è cresciuto a Steinkjer. Dopo la laurea, ha vissuto a Trondheim, dove ha iniziato a lavorare in alcune squadre calcistiche locali.

## Carriera
Nel 2007, Bardal è diventato allenatore del Kvik, all'epoca militante in 4. divisjon.
Ad ottobre 2008, Bardal è diventato allenatore del Vegakameratene, compagine che si apprestava a partecipare alla Futsal Eliteserie 2008-2009, primo campionato ufficialmente riconosciuto dalla Norges Fotballforbund. Bardal ha combinato i due incarichi: i campionati di calcio a 5 in Norvegia, infatti, iniziano al termine di quelli calcistici, rendendo possibile la partecipazione in entrambi per allenatori e giocatori.
Nel 2010, il Kvik è stato promosso in 3. divisjon.
Il 20 ottobre 2013, lo Strindheim ha reso noto d'aver ingaggiato Bardal come nuovo allenatore, a partire dal 1º gennaio successivo: si sarebbe avvalso della collaborazione di Tor Christian Klaussen come assistente. Il 1º marzo 2014, però, i due hanno abbandonato l'incarico.
A gennaio 2015, Bardal ha lasciato la guida del Vegakameratene. Ha condotto la squadra alla vittoria di quattro campionati (2010-2011, 2011-2012, 2012-2013 e 2013-2014) ed in altrettante avventure in Coppa UEFA.
In seguito, Bardal è diventato tecnico dell'Utleira, squadra di calcio a 5 militante in 1. divisjon. Al termine della stagione 2016-2017, l'Utleira ha conquistato la promozione in Eliteserie. Bardal ha ricoperto anche il ruolo di assistente del commissario tecnico della Norvegia Sergio Gargelli.
Tornato poi al Kvik in veste di assistente di Simon Evjen, il 23 novembre 2016 ha prolungato il rapporto lavorativo anche per il campionato 2017. Il 30 ottobre 2017 è stato reso noto che Bardal sarebbe rimasto assistente di Evjen anche per l'annata successiva.